# Sander Pierron
Pour les articles homonymes, voir Sander et Pierron.
Sander Pierron est un écrivain belge d'expression française né à Molenbeek-Saint-Jean le 6 juillet 1872 et mort à Ixelles le 8 septembre 1945.

## Biographie
Alexandre Pierron dit « Sander » est issu d'une famille d'artisans. Son père Evariste, participe à la naissance du socialisme en Belgique.  Malgré une scolarité primaire brillante, Sander Pierron se voit contraint d'arrêter ses études pour travailler comme typographe chez un imprimeur indélicat sans scrupule.
Sa rencontre avec Georges Eekhoud (1854 – 1927), qui l'engage comme secrétaire, va bouleverser sa vie. Ce romancier flamand, d’expression française de gauche et issu du milieu libéral anversois combat l'injustice sociale en participant entre autres avec Fernand Brouez à l'aventure de La Société nouvelle, une revue qui appelle à la Révolution sociale.  C'est auprès de cet écrivain engagé que le jeune Sander, à peine âgé de dix-neuf ans, s'initie à l’écriture narrative.
Georges Eekhoud qui à l'époque est chroniqueur artistique pour différents journaux - lui fait découvrir Shakespeare et Goethe en même temps qu'il lui enseigne l'anglais et l'allemand. Il lui donne également l'occasion de visiter de nombreuses expositions et d'assister à des spectacles. C'est lui encore qui le fera ensuite entrer à L'Indépendance belge comme journaliste.
Une grande complicité s'installe entre Sander Pierron et son mentor comme en témoignent les deux cent cinquante correspondances échangées par les deux hommes et le journal tenu par le romancier rassemblés dans un ouvrage intitulé Mon Bien Aime Petit Sander Le livre révèle une véritable relation sentimentale vécue discrètement par les deux hommes mariés et consentie par leurs épouses respectives.
Il deviendra également secrétaire du Labeur, important groupe d'artistes.
C'est au contact d’Eekhoud, mais aussi de beaucoup d’autres polygraphes belges tels Verhaeren, Le Roy, Camille Lemonnier et Eugène Demolder que Sander Pierron acquiert une solide renommée de critique d’art. En 1903, il s'installe au 157 de la rue de l'Aqueduc à Ixelles, non loin de la célèbre avenue Louise, une maison dont les plans sont dessinés par Victor Horta, maison qui fait aujourd'hui partie du patrimoine protégé de Bruxelles.  C'est à cette même époque que l'ancien ouvrier typographe devenu écrivain, journaliste et critique d'art rédige un article sur la dernière réalisation de son ami architecte : Les magasins Wauquez, rue des Sables à Bruxelles.
L'Académie française lui décerne le prix de la langue-française en 1928.

## Son œuvre
- Quelque dix-sept volumes dédiés à des peintres ou sculpteurs constituent la plus large part de sa bibliographie.
- Etudes d'art, Essais critiques
- Portraits d'artistes, esquisses sur l'Art belge contemporain,
- Pages de Charité, (1894), (nouvelles)
- Berthille d'Haegeleere, (1896), (roman),
- Jours d'oubli, Impressions de voyage, (1898)
- Les Délices du Brabant, (1900), (roman),
- Les orties, (Pièce en quatre parties),
- Le Tribun, (Roman)
- Les Dessinateurs belges d'ex-libris, (1906)
- L'Année artistique 1906, les Beaux-Arts en Belgique,
- Peinture néerlandaise à l'Exposition de la Toison d'or (hors commerce),
- Henri Boncquet, Vie et œuvre du statuaire,
- Douze effigies d'artistes, quelques peintres et sculpteurs flamands et wallons
- *  Les Mostaert, Bruxelles-Paris, G. Van Oest, 1912
- Histoire de la forêt de Soignes, Bruxelles, 1905.
- l'Histoire illustrée de la Forêt de Soignes en trois tomes étalés de 1935 à 1938 avec dessins de l'auteur.
- La bataille lorraine ou La montagne de la Croix, Paris, Albert, 1938

- Prix Lafontaine de l’Académie française

## Reconnaissance
La commune de Schaerbeek a donné son nom à une rue